# Горан Марковић
Горан Марковић (Београд, 24. август 1946) српски је режисер, сценариста, књижевник и универзитетски професор у пензији.
Режирао је око педесет документарних и 13 наративних филмова, као и три позоришна комада. Написао је и пет књига.

## Биографија
Рођен је у Београду. Оба његова родитеља, Раде Марковић и Оливера Марковић, су били познати српски глумци. Завршио је Пету београдску гимназију, a потом ФАМУ у Прагу.
Предавао је режију на Факултету драмских уметности у Београду, члан је Европске академије за филмску уметност у Бриселу. Био је колумниста дневних новина Политика где је махом писао о темама из културе.
Марковић је добитник више од 30 југословенских, српских и међународних филмских и позоришних награда, од којих су најзначајније две награде Пулског фестивала „Златна арена“, награда за најбољу режију на Филмском фестивалу у Сан Себастијану за филм Тито и ја, као и Велику награду Америке на Светском филмском фестивалу у Монтреалу за филм Кордон и Стеријина награда за најбољи савремени драмски текст за позоришну представу "Турнеја". Филмска верзија Турнеја освојила је и "Најбољи филм" и "Најбољи сценарио" на Фестивалу европског филма у Кијеву 2009. као и награду за најбољу режију и Фипресци на Светском филмском фестивалу у Монтреалу.
Доследан противник власти Слободана Милошевића, Марковић је свој политички став изразио у три документарна филма после 1995. године у продукцији Радија Б92: Луди људи (1997), Обични хероји (2000) и Србија нулта година (2001).
Водио је јавну полемику са колегом Емиром Кустурицом поводом постављања споменика великом жупану Стефану Немањи у Београду. Марковић је 2017. године потписао Декларацију о заједничком језику Хрвата, Срба, Бошњака и Црногораца.
Разведен је, нема деце.

## Награде
Добио је више од 30 домаћих и страних награда и признања, како за рад на филму, тако и за позоришно стваралаштво. 
- 1977 - Златни дукат Манхајмског фестивала
- 1987 - Награда за најбољи сценарио на филмском фестивалу у Врњачкој Бањи за филм Већ виђено
- 1987 - Златна арена у Пули за филм Већ виђено
- 1989 - Златна арена у Пули за филм Сабирни центар
- 1992 - Награда за најбољу режију на филмском фестивалу у Сан Себастијану за филм Тито и ја[9]
- 1997 - Гран при филмског фестивала у Монтреалу за филм Кордон[10]
- 2008 - Стеријина награда за најбољи савремени текст за Турнеју[11]
- 2012 - Национални орден Легије части[12][13]
- 2021 - „Михићево златно перо“ - Фестивал филмског сценарија у Врњачкој Бањи[14]
- 2021 - Награда за животно дело - Фестивал ауторског филма[15]
- 2022 - Почасна награда Maverick[16]

## Филмографија

### Редитељ
- 1969 - Држи буре воду док мајстори не оду
- 1971 - Без назива
- 1977 - Специјално васпитање
- 1979 - Национална класа
- 1980 - Мајстори, мајстори
- 1982 - Вариола вера
- 1985 - Тајванска канаста
- 1987 - Већ виђено
- 1989 - Сабирни центар
- 1992 - Тито и ја
- 1995 - Урнебесна трагедија
- 1994 - Отворена врата (2 епизоде)
- 1999 - Неважни јунаци
- 2000 - Србија, године нулте (Serbie, annee zero)
- 2002 - Кордон
- 2008 - Турнеја
- 2012 - Фалсификатор
- 2014 - Тајна Титове собе (телевизијски документарац)
- 2015 - Константин Коча Поповић (документарац)
- 2016 - Слепи путник на броду лудака
- 2019 - Делиријум тременс (филм)
- 2019 - Делиријум тременс (серија)

### Глумац
- 1969 - Недјеља
- 1971 - Без назива (ТВ)
- 1971 - Апотекарица (ТВ)
- 1976 - Озрачени (ТВ)
- 1977 - Специјално васпитање
- 1977 - Мирис пољског цвећа
- 1983 - Балкан Експрес
- 1985 - Тајванска канаста
- 1986 - Лијепе жене пролазе кроз град
- 2025 - Сенке над Балканом

## Књиге
- 1990 - Чешка школа не постоји[17]
- 1992 - Тито и ја[18]
- 1997 - Драме[19]
- 2000 - Година дана[19]
- 2008 - Мале тајне[19]
- 2015 - Три приче о самоубицама[20]
- 2018 - Београдски трио[21]
- 2022 - Доктор Д.[22]
- 2024 - Завод[23]